# Athletic Park (Wellington)
Pour les articles homonymes, voir Athletic Park.
L'Athletic Park est un ancien stade de la ville de Wellington en Nouvelle-Zélande, utilisé principalement pour les matches de rugby.

## Histoire
Il est également le terrain inaugural du principal tournoi de football à élimination directe de la Nouvelle-Zélande, la Coupe Chatham (première édition en 1923).
Le stade qui accueille ses premiers spectateurs (huit cents au maximum) en 1896, voit sa capacité maximale portée à 39 000 places avant sa destruction en 1999 et son remplacement par le Westpac Stadium.
Le terrain accueille de nombreux matches célèbres impliquant les All Blacks, notamment la victoire (43-6) sur l'Australie en 1996. Le dernier test-match dans cette enceinte est contre la France le 26 juin 1999 (victoire de la Nouvelle-Zélande par 54 à 7). Le stade voit l'équipe de rugby à XV de Wellington qui joue dans le championnat NPC l'emporter 36 à 16 sur Otago le 10 octobre 1999 pour le tout dernier match.
L'équipe de Nouvelle-Zélande a aussi disputé des matches dans ce stade, lors de la Coupe du monde de rugby à XV 1987.
L'Athletic Park était un parc ouvert donnant sur le Détroit de Cook et l'Océan Pacifique. Il a ainsi été exposé à des vents forts, comme le 5 août 1961, lors d'un match opposant les All Blacks (5-3) à l'équipe de France.

## Événements musicaux et autres
Le stade a également accueilli d'autres événements non-sportifs, y compris une visite du pape Jean-Paul II et divers concerts de rock. En 1983, David Bowie et Dire Straits donnèrent chacun un concert à l'Athletic Park, avec une autre performance de Dire Straits en 1986.
Michael Jackson devait donner un concert le 2 décembre 1987, lors de sa tournée Bad World Tour, mais la performance fut annulée.

## Évènements sportifs
- Coupe du monde de rugby à XV 1987